# Semi-Bantu-Sprachen
Semi-Bantu-Sprachen oder kurz Semibantu ist ein heute veralteter Begriff zur Klassifizierung von Sprachen, die mit den Bantusprachen relativ nahe genetisch verwandt sind oder mit ihnen typologische Gemeinsamkeiten besitzen.
- Schleicher (1891) prägte den Begriff Semi-Bantu für die afrikanischen Sprachen, in denen das System der Nominalklassen entstanden und deswegen noch unvollkommen entwickelt sein soll. Eine genetische Beziehung zu den Bantusprachen ist trotz des Namens nicht impliziert.

- Johnston (1919) verwendete Semi-Bantu zur Bezeichnung der afrikanischen Sprachen, die Spuren eines Nominalklassensystems besitzen. Dabei kann – nach Johnston – die Reduktion des Klassensystems (im Vergleich zu den Bantusprachen, die ein voll entwickeltes Klassensystem besitzen) auf Verlust während der Sprachentwicklung oder aber durch Mischung mit anderen Nicht-Klassen-Sprachen zurückzuführen sein.

Die Begriffe Semi-Bantu oder Semi-Bantu-Sprachen sind heute veraltet. Joseph Greenberg setzte die Bezeichnung Bantoide Sprachen an ihre Stelle, diese bilden eine genetische Einheit innerhalb des Benue-Kongo, einer Untereinheit des Niger-Kongo. Zu den Bantoid-Sprachen gehört auch die große Gruppe der eigentlichen Bantusprachen.